# Poneš
Ponesh en albanais et Poneš en serbe latin (en serbe cyrillique : Понеш) est une localité du Kosovo située dans la commune/municipalité de Gjilan/Gnjilane, district de Gjilan/Gnjilane (Kosovo) ou district de Kosovo-Pomoravlje (Serbie). Selon le recensement kosovar de 2011, elle compte 967 habitants.

## Démographie

### Évolution historique de la population dans la localité
| 1948 | 1953 | 1961  | 1971  | 1981  | 1991  | 2011 |
| ---- | ---- | ----- | ----- | ----- | ----- | ---- |
| 889  | 998  | 1 197 | 1 348 | 1 409 | 1 352 | 967  |

|  |

### Répartition de la population par nationalités (2011)
En 2011, les Albanais représentaient 88,11 % de la population et les Serbes 11,79 %.